# Scobey
Scobey ist County Seat des Daniels County im US-Bundesstaat Montana. Die City hat ungefähr 1100 Einwohner. Diese leben auf einer Fläche von rund 1,9 km².

## Geschichte
Die Besiedlung der Region um Scobey fing im Jahr 1901 an. Der Ort erhielt seinen Namen nach dem Major Charles Scobey, der mit dem Ortsgründer Mansfield Daniels befreundet war. Im Jahr 1913 wurde in der Nähe des Ortes eine Bahnstrecke gebaut, daraufhin wurde der Ort ca. 2 km weiter, an der Bahnlinie, neu gegründet.
In den 1920er Jahren gehörte Scobey zu den größten Zentren des Handels mit den Weizen in den USA.

## Sehenswürdigkeiten
Zu den Sehenswürdigkeiten des Ortes gehört das Freilichtmuseum Daniels County Museum & Pioneer Town mit 35 historischen Gebäuden aus dem Anfang des 20. Jahrhunderts.